# José Manuel Villalobos
José Manuel de la Trinidad Villalobos (Heredia; 23 de febrero de 1939-15 de mayo de 2020) fue un futbolista costarricense que jugaba como defensa.

## Selección nacional
Fue trece veces internacional con Costa Rica y su debut lo hizo el 8 de marzo de 1959, en una derrota de local ante México de 2-1, con anotaciones del mexicano Héctor Hernández y descuento del costarricense Walter Pearson.

## Clubes
| Club                | País       | Año       |
| ------------------- | ---------- | --------- |
| Herediano           | Costa Rica | 1955-1968 |
| León (cesión)       | México     | 1962-1963 |
| Cartaginés (cesión) | Costa Rica | 1966-1967 |
| Barrio México       | Costa Rica | 1968      |

## Palmarés

### Títulos nacionales
| Título                         | Equipo    | País       | Año     |
| ------------------------------ | --------- | ---------- | ------- |
| Copa Reina Del Canadá          | Herediano | Costa Rica | 1955    |
| Primera División               | Herediano | Costa Rica | 1955    |
| Copa Hexagonal Interprovincial | Herediano | Costa Rica | 1956    |
| Copa Costa Rica                | Herediano | Costa Rica | 1959    |
| Primera División               | Herediano | Costa Rica | 1961 A. |
| Copa ASOFUTBOL                 | Herediano | Costa Rica | 1961    |

### Títulos internacionales
| Título                                  | Equipo     | Sede     | Año  |
| --------------------------------------- | ---------- | -------- | ---- |
| Campeonato Centroamericano y del Caribe | Costa Rica | San José | 1961 |